# Kněžík proměnlivý
Kněžík proměnlivý, známý také jako kněžík andský (Sporophila corvina), je druh drobného pěvce z čeledi tangarovití, z rodu Sporophila, česky kněžík. Známe celkem čtyři poddruhy: Sporophila corvina corvina, Sporophila corvina hicksii, Sporophila corvina hoffmanni a Sporophila corvina ophthalmica

## Popis

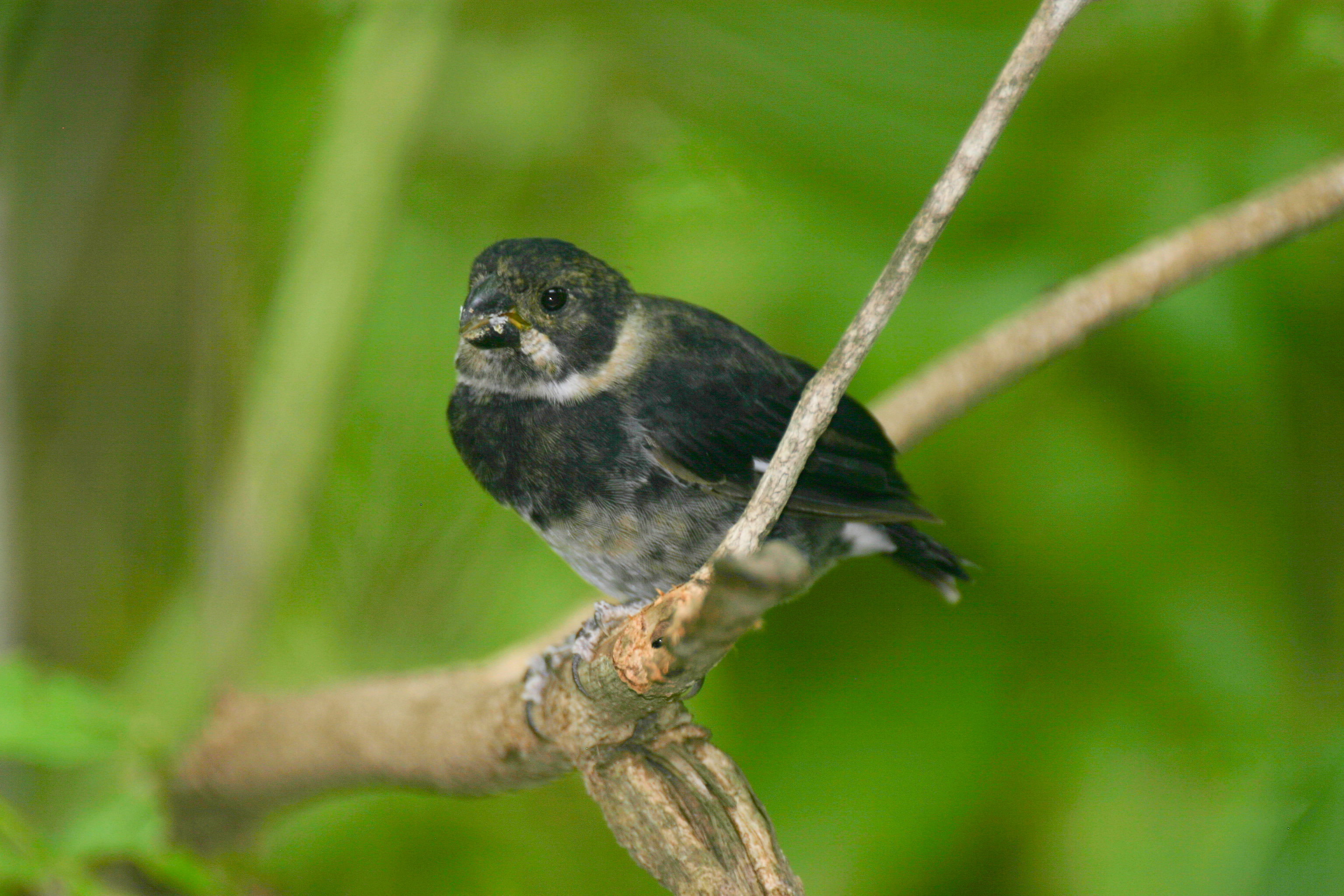

Kněžík proměnlivý je malý, robustní pták s černým kuželovým tělem. Na délku má 10,5 cm a váží okolo 11 g. Vzhled, především barva peří, se liší u různých poddruhů:
- S. c. Corvina: výskyt od jihu Mexika, podél Karibiku až po Belize a jih Panamy. Dospělí samci jsou zcela černý, s výjimkou malé oblasti u křídel, která je bílá.
- S. c. hoffmannii: vyskytuje se především v Kostarice a Panamě. Samci se podobají těm z poddruhu S. c. Corvina, ale mají bílou náprsenku, zadek a břicho, přechody mezi černou a bílou mohou být šedé.
- S. c. hicksii: tento poddruh bychom nalezli ve východní Panamě a přilehlém severozápadu Kolumbie. Samci se podobají S. c. hoffmannii, jejich náprsenka ale není tak výrazná a přechody mezi bílou a černou nejsou šedé.
- S. c. ophthalmica: vyskytuje se v jihozápadní Kolumbii, západním Ekvádoru a v severozápadní Peru. Samci jsou velmi podobné samců S. c. hicksii, ale boky jsou převážně bílé a celkově na jejich těle převažuje právě bílá, nikoliv černá, která je především na křídlech a hlavě.

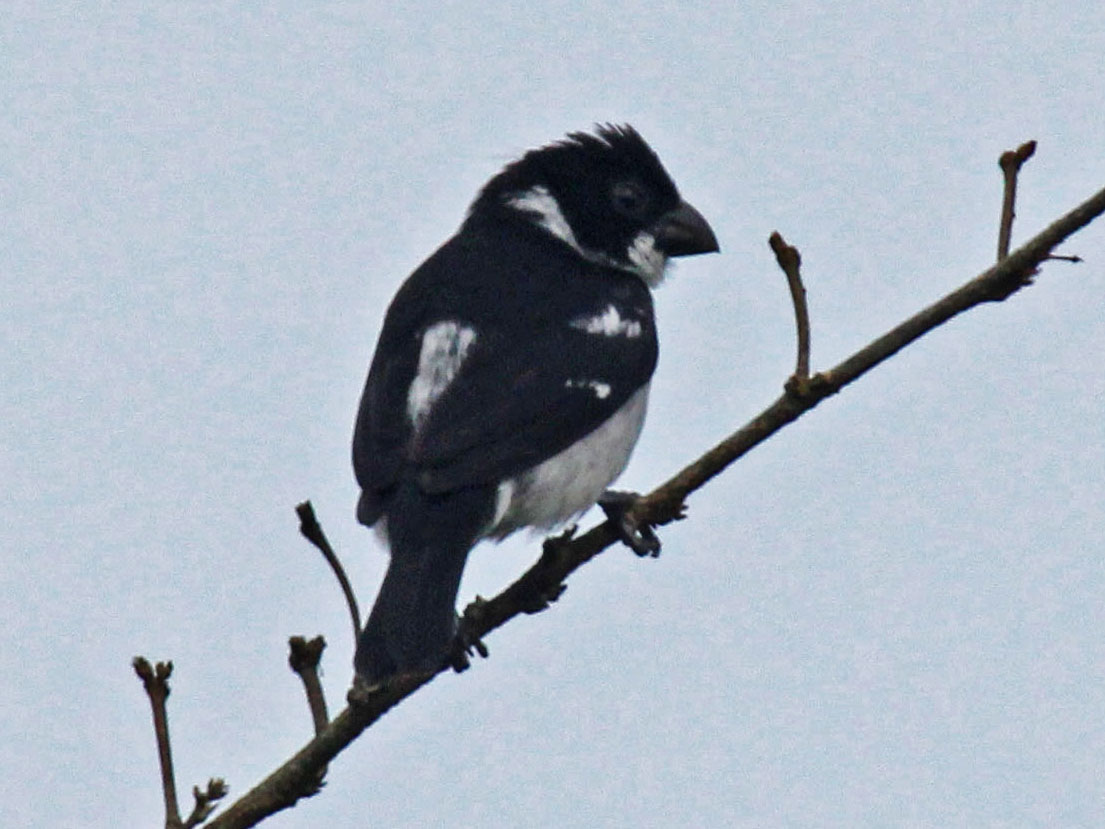

Samice jsou u všech poddruhů stejné: olivově hnědé na horních partiích, bledší dole. Křídla jsou lemována bíle. Na břiše mohou být i nahnědlé. Samice S. c. hoffmannii, S. c. hicksii a S. c. ophthalmica se od sebe téměř vůbec nedají rozeznat, jen samice poddruhu S. c. Corvina jsou obecně světlejší. Mláďata jsou podobná dospělým samicím. Až při prvním přepeřování lze plně určit jejich pohlaví.
Většina druhů z rodu Sporophila jsou si vzájemně příbuzní a jejich rozeznávání také občas není jednoduché. Lehce si lze splést třeba kněžíka proměnlivého a amazonského.

## Ekologie
Kněžík proměnlivý se vyskytuje v nížinách a podhůřích do 1500 m n. m. Nejvhodnější oblastí pro ně jsou okraje lesů, nízké křoviny a zahrady. Kněžík se sdružuje do hejn, čítajících okolo 13 kusů. Živní se převážně semeny trav, bobulemi a drobným hmyzem. Hnízdění probíhá po období dešťů a miskovité hnízdo staví vždy samice. Staví jej z hrubého rostlinného materiálu, popřípadě i jemnějšími vlákny. Hnízdo je umístěno na stromě v malé výšce, většinou do jednoho nebo dvou metrů. Sem samice snese 2 až 3 hnědě kropenatá vejce, která sama inkubuje po dobu asi dvou týdnů.

## Taxonomie
Kněžíka proměnlivého poprvé popsal Sclater v roce 1860. Taxonomie tohoto druhu je ale poměrně zmatená, je to i proto, že byl dříve považován za poddruh kněžíka páskovaného a ještě později za poddruh kněžíka amazonského. Na rozdělení těchto druhů se podílel především přírodovědec Stiles, který v roce 1996 označil kněžíka proměnlivého jako samostatný druh. Později nastal rozruch v pojmenováni těchto i jiných druhů kněžíků, nakonec ale všechny druhy dostaly jméno, které jim příslušelo: některé dostaly jméno podle místa výskytu, někteří podle výrazného prvku ve vzhledu. Rozdíly mezi jednotlivými poddruhy vypsány nahoře.